# 格拉扎克 (上加龙省)
格拉扎克（法語：Grazac，法語發音：[ɡʁazak]）是法国上加龙省的一个市镇，属于米雷区。

## 地理
格拉扎克（43°18'42"N, 1°27'19"E）面积7.17 平方千米，位于法国奧克西塔尼大區上加龙省，该省份为法国西南部内陆省份，西南端与西班牙接壤，自此顺时针与上比利牛斯省、热尔省、塔恩-加龙省、塔恩省、奥德省和阿列日省接壤。
与格拉扎克接壤的市镇（或旧市镇、城区）包括：欧特里沃、科雅克、埃斯佩尔斯、莫雷萨克。

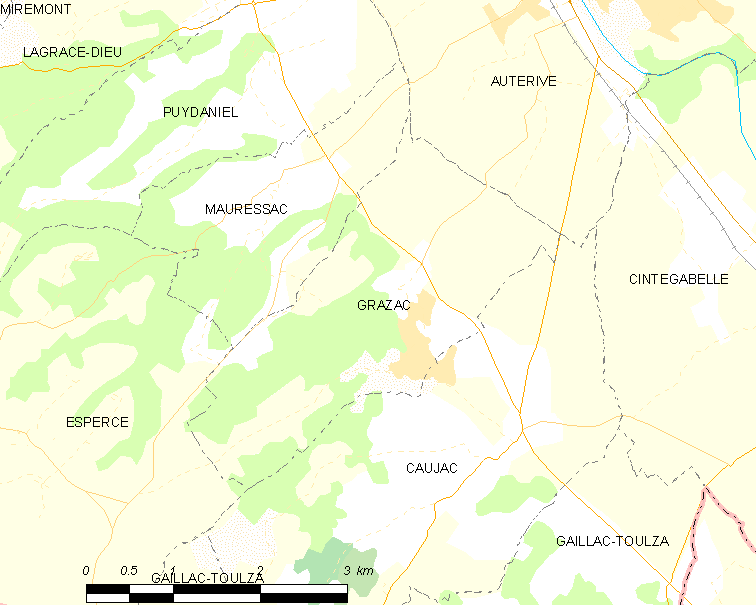
的OSM定位图

格拉扎克的时区为UTC+01:00、UTC+02:00（夏令时）。

## 行政
格拉扎克的邮政编码为31190，INSEE市镇编码为31231。

## 政治
格拉扎克所属的省级选区为欧特里沃县。

## 人口

1962-2008年间人口变化图示

格拉扎克于2022年1月1日时的人口数量为792人。